# Glasflügelfalter
Der Glasflügelfalter (Greta oto) ist eine lateinamerikanische Schmetterlingsart aus der Familie der Edelfalter (Nymphalidae). Er gehört zu den sehr wenigen Schmetterlingsarten mit bis auf die Randbereiche völlig durchsichtigen Flügeln, dieser Eigenschaft verdankt er auch seinen Namen. Der Glasflügelfalter kommt hauptsächlich in den mittleren bis nördlichen Regionen Südamerikas vor und kann bis nach Texas und Chile gesichtet werden.

## Taxonomie
Greta oto ist eine Schmetterlingsart und gehört zu der Familie der Edelfalter (Nymphalidae) → Unterfamilie der Danainae → Tribus der Ithomiini → Gattung Greta.
Vereinzelt gibt es andere Einordnungen, so sehen einige Autoren die drei Triben der Danainae (Danaini, Tellervini und Ithomiini) als Unterfamilien innerhalb der Nymphalidae an.
Die Art Greta oto wird vereinzelt auch als Unterart von Greta morgane eingeordnet.

## Lebensraum
Der Glasflügelfalter ist am häufigsten in Mittel- und Südamerika anzutreffen, da er die tropischen Bedingungen des Regenwaldes benötigt. Vereinzelt kann er aber im Norden bis nach Mexiko und Texas und im Süden bis nach Chile gesichtet werden.

## Lebensweise

### Eier
Die Eier werden normalerweise auf Hammersträuchern abgelegt; Hammersträucher sind Nachtschattengewächse. Die Pflanze dient als Nahrungsquelle für die Larven.

### Larven- bzw. Raupenform
Die Raupen des Glasflügelfalter weisen einen grünen Körper mit leuchtend violetten und roten Streifen auf. Die Larven haben eine zylindrische Form mit glatten Rückenvorsprüngen. Ihre Form und Farbe macht die Larven extrem reflektierend, wodurch sie für Raubtiere im Wesentlichen unsichtbar werden. Die Raupen ernähren sich von Nachtschattengewächsen (Solanaceae) – hauptsächlich von Arten der Hammersträucher. Sie nehmen über die Hammersträucher Alkaloide zu sich, die nicht nur die Raupen, sondern auch die späteren Falter für Fressfeinde ungenießbar machen. Experimentelle Studien haben gezeigt, dass Larven, die auf anderen Wirtspflanzen abgesetzt wurden, starben oder sich langsamer entwickelten.

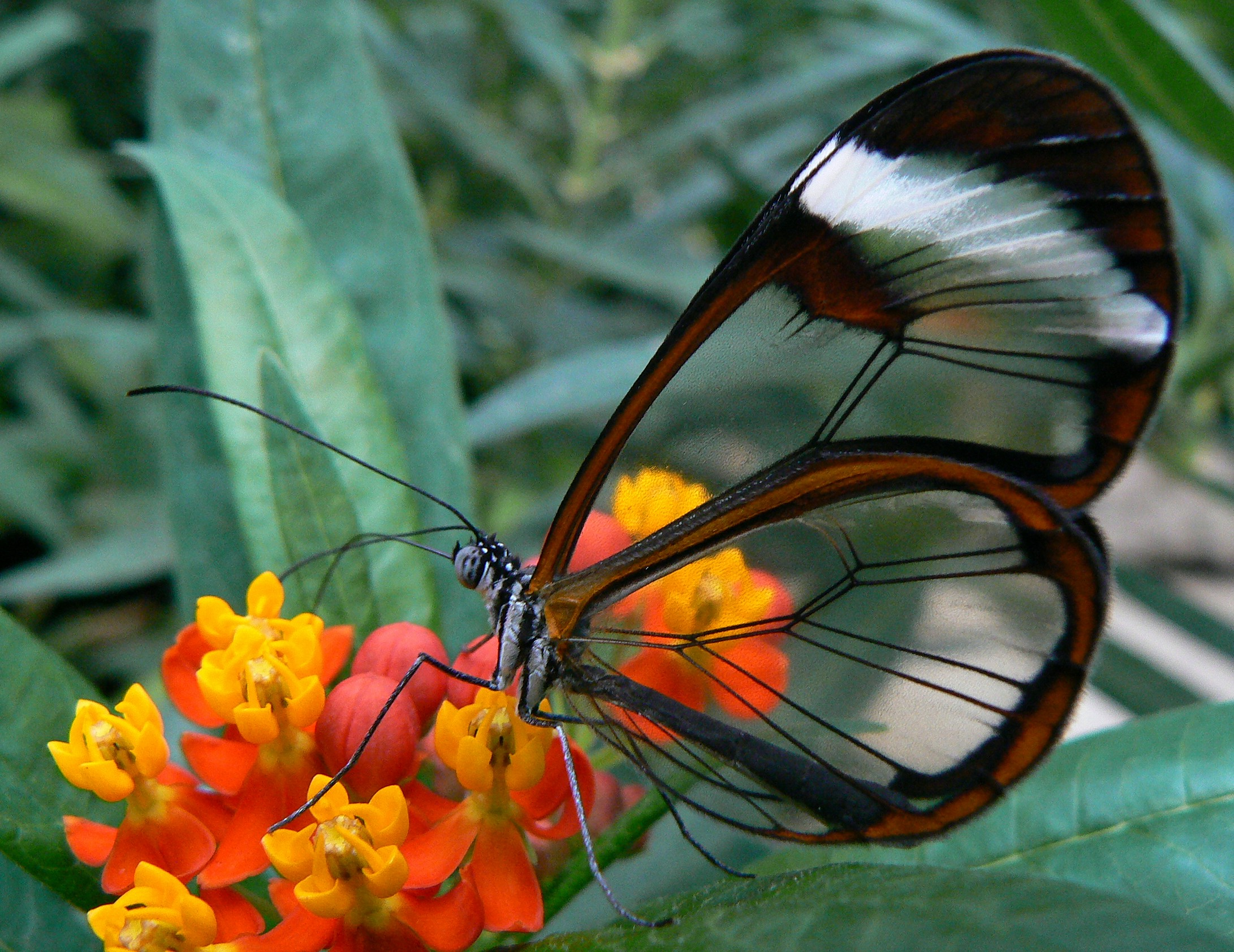
Greta oto

### Puppe
Die Puppen haben eine silberne bis dunkelgraue Farbe, eine markante Form und hängen kopfüber an der Blattunterseite. Die Raupe spinnt einen Seidenbausch, der an einer Blattunterseite angeklebt wird und die Puppe fest mit dem Blatt verbinden.

### Adulte Form
Der erwachsene Glasflügelfalter ist an seinen transparenten Flügeln mit undurchsichtigen dunkelbraunen, rot oder orange getönten Rändern zu erkennen. Der Körper weist eine dunkelbraune Farbe auf. Die Schmetterlinge sind 2,8 bis 3,0 Zentimeter lang und haben eine Flügelspannweite von 5,6 bis 6,1 Zentimetern. Die Falter saugen gerne an Wandelröschen (Lantana camara). Der Gattung der Wandelröschen (Lantana) gehören bis zu 150 Arten mehrjähriger Blütenpflanzen an.

#### Wanderbewegung
Glasflügelfalter sind wandernde Schmetterlinge, sie bewegen sich täglich bis zu 19 km weit und können eine Geschwindigkeit von bis zu 13 km/h erreichen.

## Fressfeinde
Vögel sind häufige Beutegreifer dieses Schmetterlings.

### Giftstoffe
Durch den Verzehr von Nachtschattengewächsen durch die Raupen- und Schmetterlingsform nimmt die Art Giftstoffe auf, die dem Schmetterling einen üblen Geschmack verleihen.

### Transparenz
Der Glasflügelfalter nutzt die Transparenz seiner Flügel, um sich vor Feinden zu verstecken. Transparenz ist ein seltenes Merkmal bei Schmetterlingen; Mimikry ist weiter verbreitet.

## Physiologie

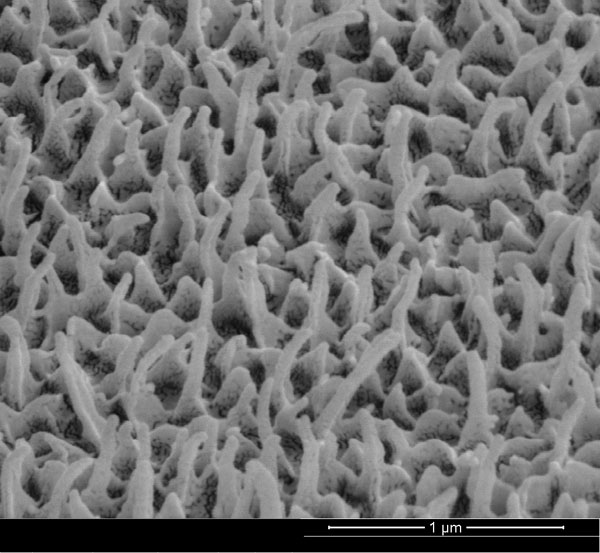
Nanosäulen auf der Oberfläche der Flügel des Glasflügelfalters

### Transparente Flügel
Die Transparenz der Flügel von Greta oto ergibt sich aus der Kombination mehrerer Eigenschaften: Das Flügelmaterial absorbiert nur wenig sichtbares Licht, streut nur wenig Licht durch die Flügel und reflektiert nur wenig Licht. Letzteres tritt für einen weiten Bereich von einfallenden Wellenlängen auf und deckt das gesamte sichtbare Spektrum und alle Einfallswinkel ab.
Um transparent zu sein, darf das Gewebe weder Licht absorbieren noch streuen, wobei das primäre Hindernis für die Transparenz die Lichtstreuung ist. Um Lichtstreuung zu vermeiden, muss der Organismus aus einem nicht absorbierenden Material mit einem homogenen Brechungsindex bestehen. Da die, in den meisten Arten, vorkommenden biologischen und chemischen Verbindungen unterschiedliche Brechungsindizes aufweisen ((n=1.3–1.55) und Luft (n=1)), die eng mit der Dichte korrelieren, muss eine wichtige Grundlage für die Transparenz auf den strukturellen Merkmalen beruhen.
Der transparente Bereich der Flügel des Glasflügelfalters ist mit Mikrohaaren mit hohem Aspektverhältnis bedeckt, die allgemein als piliforme Schuppen oder Borsten bekannt sind (auch Nanopillen genannt). Die Mikrohaare haben einen Abstand von 40 bis 50 μm zueinander, ihre typische Dicke und Höhe beträgt etwa 2 bzw. 40 μm. Die Mikrohärchen verbessern auch die Hydrophobizität der Flügel. Die REM-Bilder der braunen und weißen Schuppen zeigen die übliche ovale Form mit einer typischen Breite von 50 µm und einer Länge von 200 μm.
Die breitbandige und omnidirektionale Antireflexionseigenschaft führt dazu, dass je nach Blickwinkel nur zwei bis fünf Prozent des Lichts zurückgeworfen werden, zum Vergleich: Glas reflektiert bei senkrechtem Einfall und an Luft etwa 8 % des Lichts, dieser Wert steigt mit dem Einfallswinkel bis nahe 100 % an. Die zufällige Höhenverteilung der Mikrohärchen verhindert fast vollständig, dass der Falter einfallende Sonnenstrahlung reflektiert.
Die wichtigsten Raubtiere für den Glasflügelfalter sind verschiedene Vögel, von denen bekannt ist, dass sie ein scharfes Sehvermögen haben. Die Durchlässigkeit der Flügel für sichtbare, infrarote und ultraviolette Strahlung ermöglicht somit eine gute Tarnung.

#### Anwendungsmöglichkeiten modifizierter transparenter Materialien
Durch die Erkenntnisse aus der Erforschung der Struktur der transparenten Flügel des Glasflügelfalters könnte es möglich sein, eine nahezu perfekte Antireflexionsoberfläche für einen breitbandigen Wellenlängenbereich und einen weiten Bereich von Betrachtungswinkeln zu konstruieren. Derartige Antireflexionsoberflächen könnten zur Verbesserung der Lichtsammlung in Solarzellen oder zur Leistungssteigerung optischer Elemente wie Spiegel, Linsen oder Fotodetektoren beitragen.
Im Vergleich zu klassischen mehrschichtigen Antireflexbeschichtungen, die eine Dicke von mindestens 1 μm zur Oberfläche  addieren, sind die Glasflügelstrukturen vergleichsweise dünn, da ihre mittlere Höhe nur 500 nm beträgt und sie außerdem hydrophob sind.
Die Herstellung ähnlicher Strukturen mit zufälligen Höhenstrukturen in großem Maßstab scheint durch fortgeschrittene Ätztechniken machbar.